# Ochote

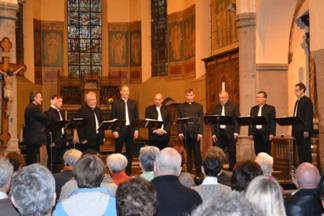
El conjunto OTXOTE LURRA de polifonías vascas en el Festival ECHO 2013

Un ochote es una pequeña coral de cámara típica del norte de España, formada por ocho voces graves distribuidas dos por cuerda: tenores primeros y segundos, barítonos y bajos.
Los ochotes nacen hacia 1930, popularizándose en los bares del País Vasco donde se reúnen a cantar para animar fiestas y celebraciones. En un comienzo el repertorio está formado en su mayor parte por obras de corte folclórico, en euskera y castellano aunque, con el tiempo, algunos ochotes comienzan a incorporar obras de carácter religioso y polifónico. La calidad de estos «pequeños orfeones» llegó a ser tal que en la década de 1960 comienzan a celebrarse concursos anuales donde compiten ochotes del País Vasco, Cantabria y Miranda de Ebro, retransmitiéndose por la radio y alcanzando una enorme expectación.
Actualmente existen ochotes distribuidos por todo el mundo.
- Datos: Q6048453